# Wjatscheslaw Kyrylenko

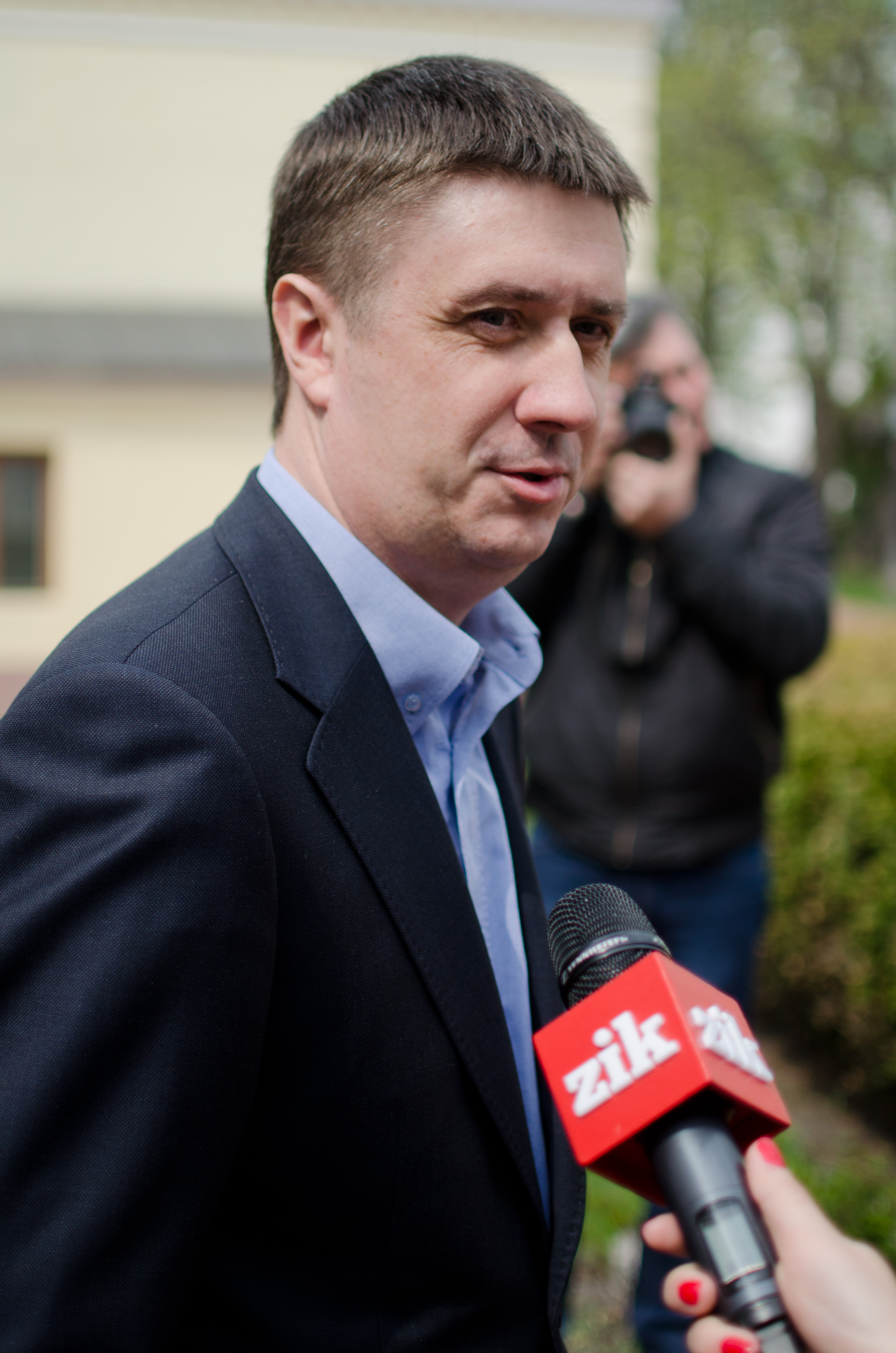
Wjatscheslaw Kyrylenko (2015)

Wjatscheslaw Kyrylenko (* 7. Juni 1968 in Poliske bei Kiew) ist ein ukrainischer Politiker. Er ist Vorsitzender der Partei Narodnyj Sojus Nascha Ukrajina und war Vorsitzender der Fraktion Nascha Ukrajina - Narodna Samooborona im ukrainischen Parlament.
Er ist Mitglied der Partei Volksfront und war vom 2. Dezember 2014 bis zum 14. April 2016 Kulturminister der Ukraine im zweiten Kabinett Jazenjuk. Vom 14. April 2016 bis zum 29. August 2019 war er Vizeministerpräsident für humanitäre Fragen im Kabinett Hrojsman.

## Ausbildung
Wjatscheslaw Kyrylenko schloss 1993 sein Studium an der Philosophischen Fakultät der Kiewer Taras-Schewtschenko-Universität sowie 1996 seine Aspirantur an ebendieser Hochschule ab.

## Politische Tätigkeit
Von 1992 bis 1993 war Kyrylenko Vorsitzender der Ukrainischen Studentenunion. Von 1993 bis 1999 war er Teil der Führung der Partei Narodnyj Ruch Ukrajiny als Vorsitzender von deren Jugendorganisation. Von 1999 bis 2005 war er Mitglied der Partei Ukrajinskyj Narodnyj Ruch (bzw. Ukrajinska Narodna Partija). 
Kyrylenko war viermal Abgeordneter der Werchowna Rada, des ukrainischen Parlaments. 1998 bis 2002 war er Mitglied der Fraktion des Narodnyj Ruch und ab 2002 der Fraktion Nascha Ukrajina. 
2004 war er aktiv an der Durchsetzung freier Präsidentschaftswahlen im Zuge der so genannten Orangen Revolution beteiligt. In der ersten westlich orientierten Regierung unter Premierministerin Julija Tymoschenko war er Minister für Arbeit und Soziales. In der Nachfolgerregierung unter Jurij Jechanurow war er mit demselben Ressort Vizeregierungschef. 
Bei den Parlamentswahlen 2006 trat er erneut für Nascha Ukrajina an und wurde nach der Wahl Wiktor Janukowytschs (Partei der Regionen) zum Regierungschef Fraktionsvorsitzender der Nascha Ukrajina. Am 31. März 2007 wurde er auch zum Parteivorsitzenden gewählt.
Nach den Parlamentswahlen 2007 nahm er erneut den Posten des Fraktionsvorsitzenden der nunmehr Nascha Ukrajina - Narodna Samooborona genannten Wahlallianz ein. Am 16. Dezember 2008 trat er als Fraktionsvorsitzender zurück und protestierte damit gegen die kurz zuvor gebildete neue Koalition aus BJuT, NU-NS und Blok Lytwyna.

## Standpunkte
Wjatscheslaw Kyrylenko tritt für eine Westorientierung der Ukraine ein und strebt deren Beitritt zur Europäischen Union und der NATO an; das politische System der Ukraine soll nach dem Vorbild westlicher Demokratien entwickelt werden. Kyrylenko tritt für ein präsidentielles Regierungssystem ein und war gegen die Verfassungsänderungen von 2004, mit denen ein weitestgehend parlamentarisches Regierungssystem etabliert wurde. Den genannten Ansichten entsprechend wendet er sich entschieden gegen eine Zusammenarbeit mit der Partei der Regionen und den Kommunisten.
Kyrylenko spricht sich gegen jegliche offizielle Stellung der russischen Sprache in der Ukraine aus. Nach dem Sieg der Euromaidan-Revolution initiierte er einen Gesetzesentwurf, dem zufolge Russisch auch in mehrheitlich russischsprachigen Gebieten nicht mehr als zusätzliche Regionalsprache anerkannt werden sollte. Auch der Schutz weiterer Minderheitensprachen wären davon betroffen gewesen. Der Entwurf wurde mit einer knappen Mehrheit im Parlament angenommen, trat aufgrund eines Präsidentenvetos jedoch nicht in Kraft.

## Persönliches
Wjatscheslaw Kyrylenko ist verheiratet mit der Universitätsdozentin Kateryna Kyrylenko und hat eine Tochter (* 1999) und einen Sohn (* 2009).